# Phlyarus basirufipennis
Phlyarus basirufipennis är en skalbaggsart som beskrevs av Stephan von Breuning 1961. Phlyarus basirufipennis ingår i släktet Phlyarus och familjen långhorningar.
Artens utbredningsområde är Myanmar. Inga underarter finns listade i Catalogue of Life.